# Baptisterium San Giovanni

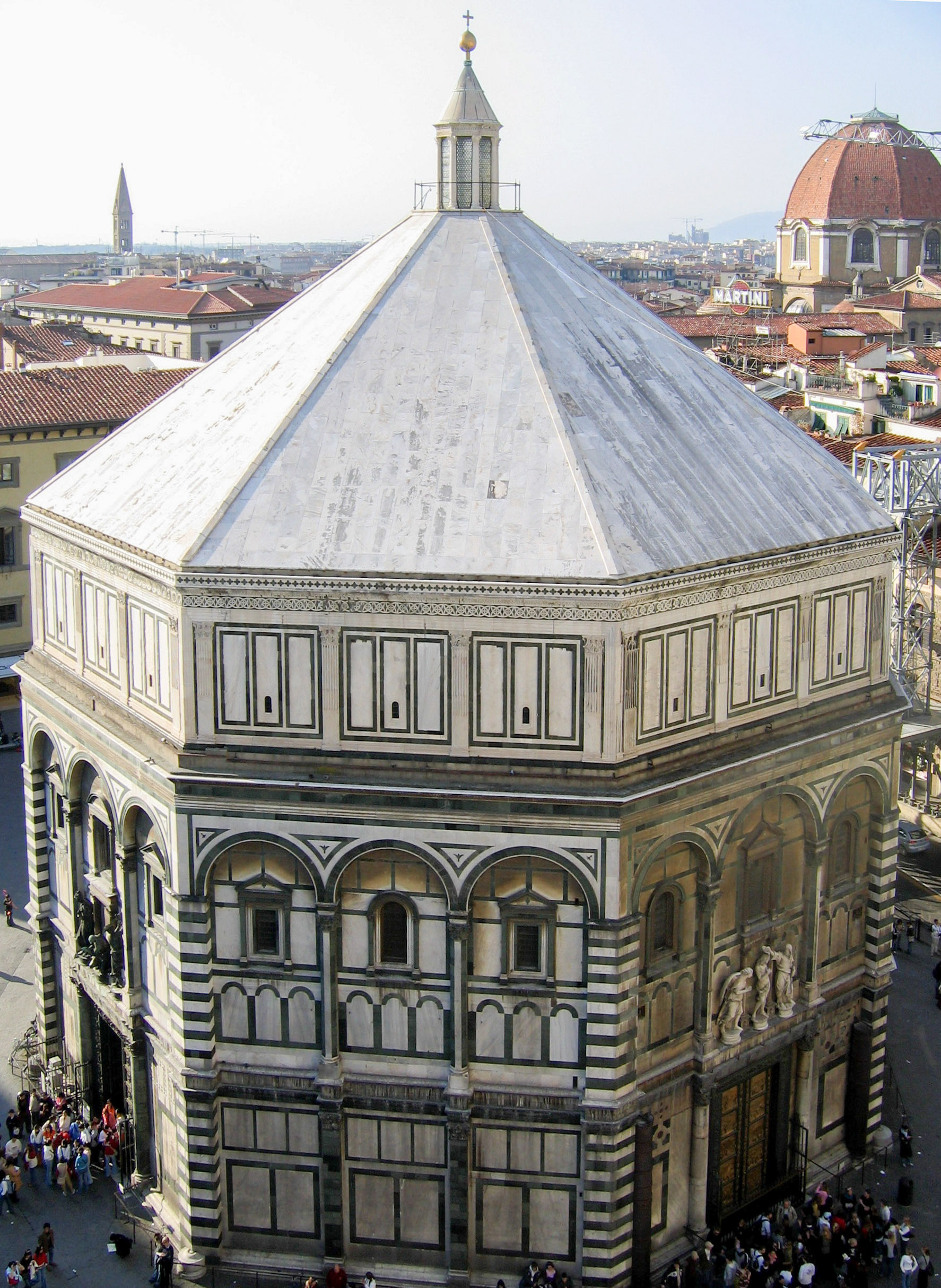
Baptisterium San Giovanni in Florenz

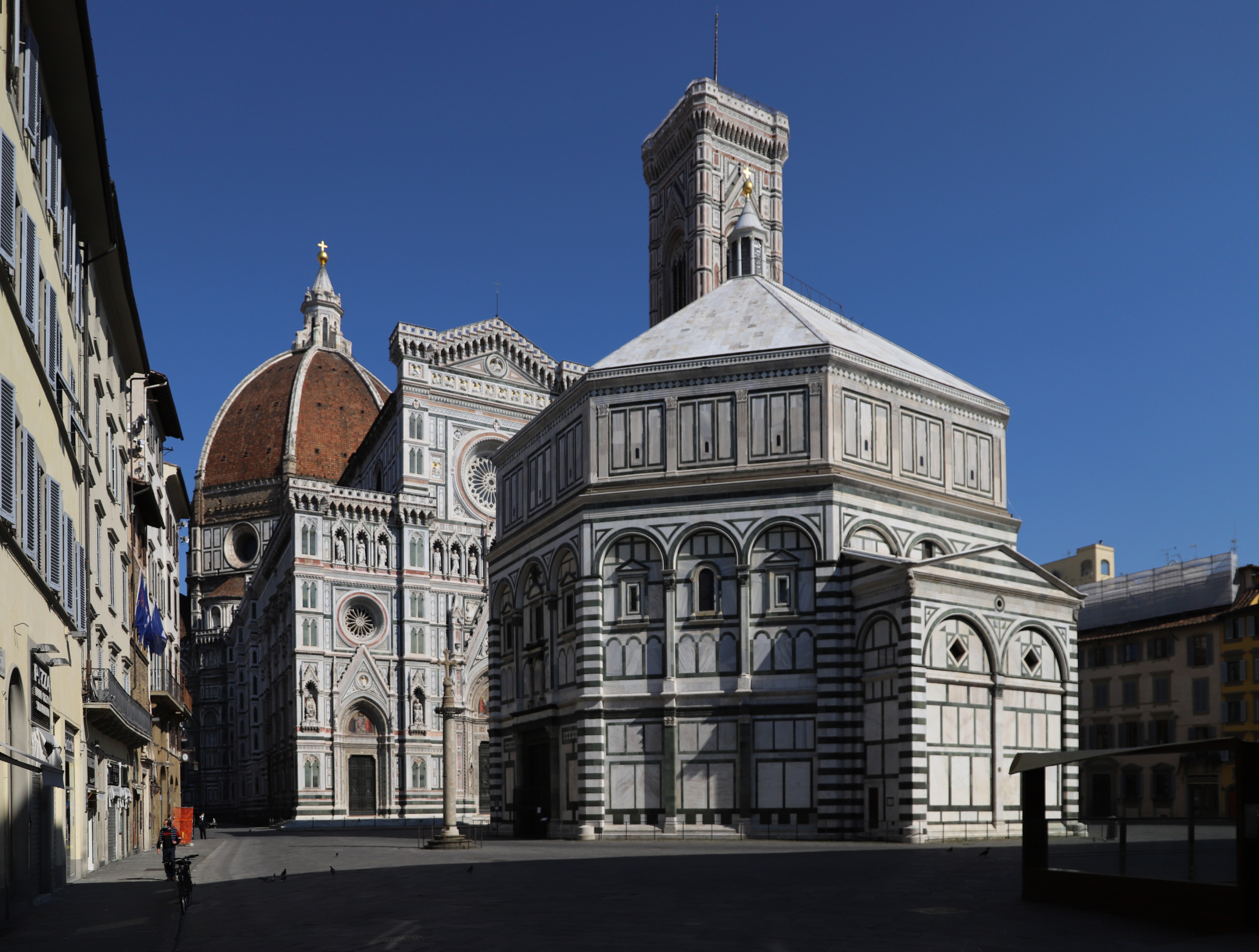
Baptisterium San Giovanni und der Dom in Florenz

Das Baptisterium San Giovanni ist die Taufkirche des Doms von Florenz und ist neben San Miniato al Monte das zentrale Werk florentinischer Romanik, die mit ihrem auf die Antike rückgreifenden Stil auch als Protorenaissance bezeichnet wird. Die Entstehungszeit ist umstritten, die Kirche wurde im 11. Jahrhundert geweiht. Vorbild dürfte das Baptisterium von San Giovanni in Laterano gewesen sein.
Das Baptisterium steht gegenüber dem Dom Santa Maria del Fiore. Es trägt den päpstlichen Ehrentitel Basilica minor. Die drei künstlerisch bedeutsamen Bronzeportale der Kirche von Lorenzo Ghiberti und Andrea Pisano entstanden zwischen 1330 und 1452.

## Lage

Vereinfachter Grundriss: Gegenüber dem Ostportal mit der Paradiespforte befindet sich der Dom

Das Bauwerk befindet sich auf dem Domplatz im Zentrum von Florenz. Das Baptisterium und der Dom Santa Maria del Fiore stehen sich gegenüber, verbunden durch ihre Hauptportale. In der Verlängerung der Domfassade steht rechts mit kleinem Abstand der Glockenturm Giottos. Ursprünglich stand anstelle des Doms die Bischofskirche Santa Reparata, erst später, nach Beendigung der Mosaikdecke im Baptisterium, entschloss man sich, die Kirche zum Dom zu erweitern.
Der Apsis des Baptisteriums gegenüber befindet sich der alte erzbischöfliche Palast, gegenüber dem Südportal die Loggia del Bigallo. Zwischen dem Baptisterium und der damaligen Bischofskirche befanden sich zwei Porphyrsäulen, die die Pisaner der Stadt 1117 aus Dankbarkeit für die Hilfe im Balearenkrieg geschenkt hatten. An der Nordseite stand eine Säule zu Ehren des Heiligen Zenobius an der Stelle, an der der Legende nach eine trockene Ulme zu sprießen begann, als man seinen Leichnam in die Kirche trug. Das Dommuseum, das Museo dell’ Opera del Duomo, in dem viele Objekte der Geschichte des Baptisteriums ausgestellt sind, befindet sich hinter dem Dom, auf der schmalen Ostseite des Platzes.

## Geschichte

### Entstehung, Baubeginn, Kontroverse
Die Frage nach den Ursprüngen des Baus ist weitgehend ungeklärt. Bis ins 18. und 19. Jahrhundert hinein glaubte man, das Baptisterium sei ein alter römischer Marstempel aus augusteischer Zeit. Ende des 19. Jahrhunderts und Anfang des 20. Jahrhunderts fand man bei Ausgrabungen unter dem Boden und um das Baptisterium herum Reste alter römischer Gebäude und Mosaikfußböden aus der Zeit zwischen dem 1. und dem 3. Jahrhundert. Dies belegt, dass die Kirche auf den Fundamenten eines römischen Bauwerks entstanden ist. Bis heute ist jedoch ungeklärt, ob das Baptisterium an der Stelle eines früheren Kirchengebäudes aus den ersten Jahrhunderten des Christentums in Florenz steht. Die erste sichere Quelle stammt von 897, als eine ecclesia (Kirche) erwähnt wird, die Johannes dem Täufer geweiht war und gegenüber dem Bischofspalast stand. Der heutige Bau entstammt frühestens dem 11. Jahrhundert. Ob zum Zeitpunkt der Weihe durch Papst Nikolaus II. (vormals Bischof von Florenz) am 6. November 1059 der heutige Bau bereits fertiggestellt war oder erst später vollendet wurde, ist unklar. Die klassische Form des Gebäudes ließe sich mit der mittelalterlichen Neuorientierung an der Baukunst der römischen Antike erklären.

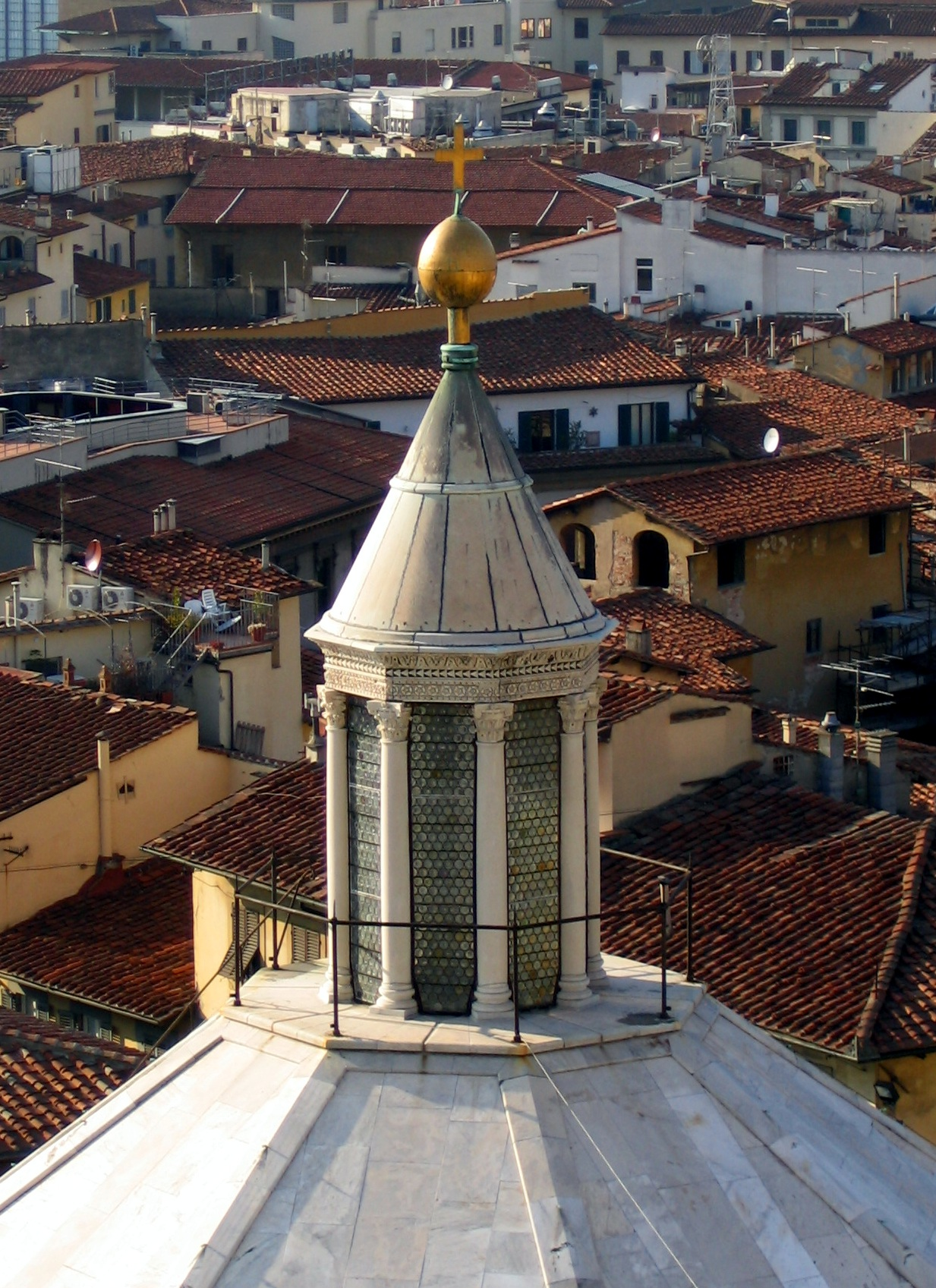
Die Laterne

### Bauphasen
Im Jahre 1128 wurde das Taufbecken aus der Basilika Santa Reparata, deren Reste noch heute unter dem Dom Santa Maria del Fiore zu besichtigen sind, in das Baptisterium gebracht. In der Mitte des 12. Jahrhunderts wurde die Laterne in Auftrag gegeben, die der Überlieferung Giovanni Villanis nach die bis dahin nach oben offene Kuppel abschloss. Finanziert wurde die Laterne von der Arte di Calimala, der bedeutendsten Florentiner Zunft der Kaufleute und Tuchveredler, die im Gegenzug ihr Emblem, einen Adler mit einer Wollrolle in seinen Klauen, an mehreren Stellen außen an der Taufkirche anbrachte. Die Tuchveredler hatten bis zum Jahre 1770, als Leopold II. (HRR) die Florentiner Zünfte abschaffte, das Patronat des Baptisteriums (seit 1777 trägt das Dombauamt Santa Maria del Fiore die Verantwortung für das Gebäude). Im Jahr 1202 wurde die halbrunde Apsis durch eine noch heute bestehende rechteckige ersetzt. Zu der prunkvollen Marmorausstattung im Innern der Apsis gehörte auch ein Altar, der nach dem Abbau in der Barockzeit teilweise verloren ging. Im Jahr 1225 begann man das Kuppelinnere mit Mosaiken zu verkleiden. Die Arbeit der vielen Maler und Mosaikkünstler war so überzeugend, dass man die Mosaikverkleidung auch auf die Galerie, der Laufgang unterhalb des Kuppelrings, ausdehnte. Im Jahre 1288 beauftragte man den Architekten Arnolfo di Cambio, einen neuen Fußboden auf dem Platz um das Baptisterium zu verlegen. Dabei kam es zu einer Anhebung des umliegenden Straßenniveaus, wodurch die Proportionen des Baptisteriums verändert wurden, nun wirkt der Bau leicht „versunken“. Leonardo da Vinci wollte dem durch eine Anhebung des gesamten Baus begegnen, der Plan wurde jedoch wieder fallengelassen. Dem Biografen und Hofmaler der Medici Giorgio Vasari zufolge verkleidete Arnolfo di Cambio auch die Eckpilaster aus Sandstein mit der auch heute noch zu sehenden Streifenmusterung aus Marmor. Ob es sich dabei um eine erstmalige Streifeninkrustination handelte oder eine alte lediglich durch eine neue ersetzt wurde, war schon zu Zeiten Vasaris umstritten. Im Jahre 1370 baute man einen marmornen Taufbrunnen, der mit Darstellungen des Sakraments der Taufe geschmückt war und an der südöstlichen Wandseite aufgestellt wurde, wo er noch heute steht.

### Erste Skulpturen und die Portale
Von 1309 bis 1320 wurden von Tino di Camaino mit Unterstützung der Arte di Calimala Skulpturengruppen oberhalb der Portale geschaffen. 1322 wurde Andrea Pisano mit einem vergoldeten Bronzeportal beauftragt, das er 1336 mit 20 Szenen aus dem Leben Johannes des Täufers und acht Tugendenallegorien vollendete. Diese ursprünglich als Hauptportal für die Ostseite geschaffene Tür wurde 1424 zunächst durch das von Ghiberti geschaffene erste Portal, das heutige Nordportal, ersetzt und befindet sich heute an der Südseite. Als 1348 die Pest über die Stadt hereinbrach, wurden die Arbeiten am Baptisterium vorerst aufgegeben.

#### Wettbewerb und Konkurrenzreliefs des Nordportals
Nach Jahren der ökonomischen Krise, Hungersnöten und Missernten begann Florenz wieder zu prosperieren und man plante eine Verschönerung des Baptisteriums. 1401 wurde durch die Arte di Calimala ein Wettbewerb ausgeschrieben, möglicherweise der erste Wettbewerb in der Geschichte der neueren Kunst, dessen Gewinner die anderen beiden Portale gestalten sollte.
Lorenzo Ghiberti setzte sich schließlich gegen sechs weitere Mitbewerber durch, darunter Filippo Brunelleschi, Francesco di Valdambrino, Jacopo della Quercia und Niccolò di Piero Lamberti. Die Wettbewerbsbeiträge sollten im Vierpassrahmen wie Pisanos Portal ausgeführt werden und die Opferung Isaaks zum Thema haben. Die meisten Beiträge sind verloren gegangen, nur die Bronzegüsse Brunelleschis und Ghibertis sind erhalten und im Museo nazionale del Bargello zu sehen.
Brunelleschi betonte in seiner Version die Dramatik der Handlung, Ghiberti wirkte im Vergleich dazu verhaltener, die Tat wird eher angedeutet, dafür verwendet er mehr Sorgfalt auf die dekorative Seite, auf die Darstellung der Landschaft, der Faltenwürfe der Gewänder und die Schönheit der Körper, vor allem dem des Isaak auf dem Opfertisch. Bei Brunelleschi ist die mörderische Handlung in vollem Gang und dominiert alle anderen Themen, während bei Ghiberti eine Art gleichmäßige Massenverteilung der einzelnen Themen vorliegt, die gegenüber dem Hauptthema deutlich eigenes Gewicht haben. Aus dem Wettbewerb von 1401 ging mit knappem Vorsprung Ghiberti als Sieger hervor mit seinem noch mehr gotischen und ganz auf Lichteffekte und weichen, dekorativen Rhythmus aufgebauten Werk.
Vielleicht hat eine Rolle gespielt, dass das Modell Ghibertis nur 18,5 kg wog im Vergleich zu den 25,5 kg bei Brunelleschi, was für die Konstruktion der gesamten Tür einen erheblich geringeren Verbrauch an Bronze bedeutete.
Ghiberti war im Umgang raffinierter als der verschlossene Brunelleschi und holte sich ausgiebig Rat bei anderen Künstlern und Bildhauern, von denen viele zufällig zur Jury gehörten. Brunelleschi, Goldschmied und Bildhauer, hat diese Niederlage nie verwunden, derentwegen er die Bildhauerei aufgegeben und sich ganz der Architektur gewidmet haben soll. Ab 1418 sind beide für die Domkuppel verantwortlich.

#### Portale Ghibertis
Nach dem Wettbewerbssieg wurde Ghibertis Werkstatt mit der Herstellung eines Bronzeportals mit der Christuslegende in Anlehnung an Andrea Pisanos Portal beauftragt. Zeitweise waren über zwanzig Helfer an den Arbeiten beteiligt, die sie sich über Jahrzehnte hinzogen. Zum Osterfest 1424 wurde das Portal feierlich an der Ostseite angebracht.
Ein Jahr später erhielt Ghiberti den Auftrag für ein weiteres Portal. Ein Brief belegt, dass Leonardo Bruni, der Kanzler der Republik, sich ursprünglich für ein Portal zum Alten Testament einsetzte, nach dem Vorbild der anderen beiden mit 24 Tafeln. Ghiberti, der mittlerweile ein hohes Ansehen genoss, konnte seine eigenen künstlerischen Vorstellungen durchsetzen und entschied sich für 10 großformatige Tafeln. Im Jahre 1452 beendete er die zweite Tür. Giorgio Vasari zufolge soll Michelangelo beim Anblick der Tafeln gesagt haben: „Sie sind so schön, dass sie sich gut an den Pforten des Paradieses ausnähmen.“ Die Bezeichnung „Paradiespforte“ wurde zuvor schon auch für andere Portale verwendet, so dass nicht bewiesen ist, dass diese Bezeichnung für das Tor tatsächlich auf Michelangelos Ausspruch zurückgeht.
Diese ‚Paradies‘-Tür kam nicht an das ursprünglich vorgesehene Nordportal, sondern man entfernte von dem dem Dom gegenüberliegendem Ostportal die ältere Tür Ghibertis und versetzte sie nach Norden, und Ghibertis neues Portal kam an die Ostseite. Die Kunst Ghibertis hatte den Austausch seiner ersten Tür mit der Christuslegende gegen die Paradiestür mit alttestamentlichen Themen und damit die Aufhebung der traditionelle Vorstellungen bewirkt. „Denn erstmals gewann die Ästhetik als Kriterium für den Aufstellungsort eines Kunstwerkes Vorrang vor dessen Inhalt.“

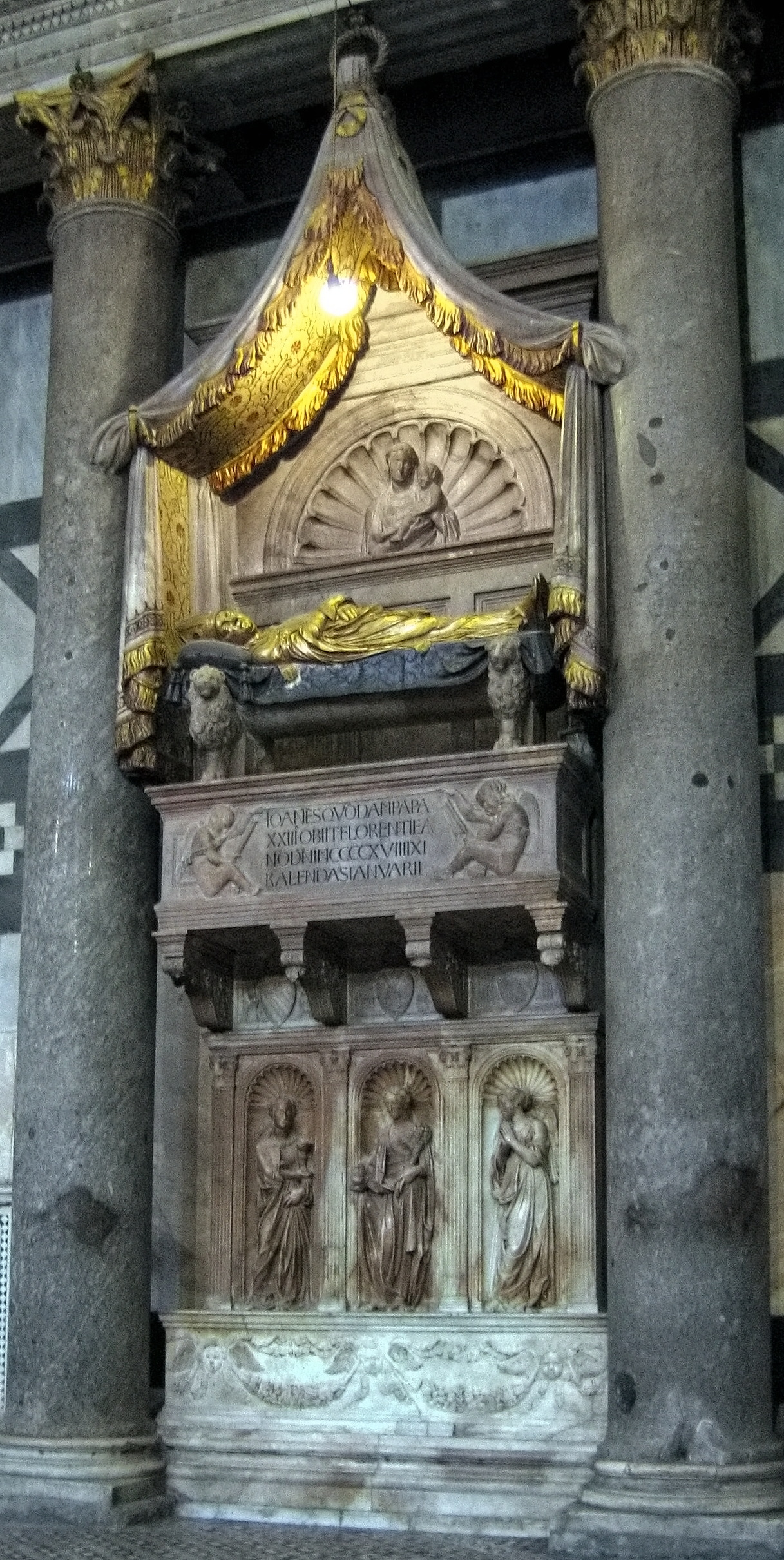
Das Grabmonument für Johannes XXIII.

#### Grabmal für Johannes XXIII.
Zur selben Zeit schuf Donatello mit Michelozzo ein monumentales Grabmal für Johannes XXIII., dem dank der Fürsprache der Medici die Ehre eines Grabmonuments im Baptisterium zuteilwurde. Außerdem schuf Donatello für das Baptisterium die beeindruckende Holzstatue der büßenden Magdalena, die seit der Überschwemmung des Arno im Jahre 1966 im nahe gelegenen Dommuseum zu besichtigen ist.

### Neue Skulpturen, Zerstörungen und Restaurierungen
Durch Regenwasser, das trotz einer Restaurierung der Marmorbedachung Ende des 14. Jahrhunderts in das Innere der Kuppel eindrang, waren die Mosaike bedroht. Man beauftragte Alessio Belsovinetti, einen der letzten, welche die aussterbende Kunst des Mosaiklegens beherrschten, mit der Überprüfung und Instandhaltung der wertvollen Mosaike. Andere künstlerische Werke des Mittelalters hielt man dagegen für veraltet und wenig erhaltenswürdig.
Die Skulpturengruppen über den Portalen aus dem 14. Jahrhundert ersetzte man durch neue Gruppen, die aus je drei Figuren bestanden. Den Haupteingang sollte Andrea Sansovino mit einer marmornen Taufe Christi krönen. Er hinterließ jedoch nur die Figur des hl. Johannes vollendet, als er um 1505 Florenz für andere Aufträge verließ. Vincenzo Danti arbeitete daraufhin den Christus nach Skizzen Sansovinos aus. Bis zu seinem Tod 1576 hatte Danti die dritte Figur des Engels nur als Stuck- oder Terrakottamodell entworfen. Erst 1792 vollendete Innocenzo Spinazzi den Engel in Marmor. Für die Nordseite entwarf Francesco Rustici, Vasari zufolge unter der Mithilfe Leonardo da Vincis, eine Predigt Johannes des Täufers, die 1511 aufgestellt wurde. In der Themenwahl orientierte man sich an den alten Figuren Tino di Caimanos, nur die Südseite bekam ein neues Thema: Die Enthauptung Johannes des Täufers, die von Vincenzo Danti ausgeführt wurde.
Im Jahre 1577 wurde das alte Taufbecken, wohl aus dem 13. Jahrhundert, durch den großherzoglichen Architekten Bernardo Buontalenti abgerissen, der jedoch eine Zeichnung davon hinterließ. Anlass war die Taufe Filippos, des erstgeborenen Sohns von Francesco de’ Medici und Johanna von Österreich. Man störte sich an der Zerstörung der antiken Weiträumigkeit des Baptisteriums durch das Taufbecken, das man damals noch für einen alten Marstempel hielt. Die Steinplatten des alten Taufbeckens wurden nahe der Stadtmauer entsorgt und teilweise als Baumaterial wiederverwertet. Hier wurden wohl Teile des von den Bürgern geliebten Beckens mit nach Hause genommen und möglicherweise als Reliquie verehrt.Ref? Im Jahre 1782 schuf der Bildhauer Girolamo Ticciate einen neuen mehrfarbigen Barockaltar, der den alten romanischen ersetzte. Seinerzeit hob Antonio Francesco Gori weitsichtig Marmorbruchstücke und grafische Dokumentationen des alten Marmoralters auf, so dass er Anfang des 19. Jahrhunderts, als man bei Restaurierungsarbeiten den romanischen Charakter der Kirche wiederherstellen wollte, durch Castellucci sehr ähnlich nachgebildet werden konnte.

### Moderne Restaurierung und Erhaltung
Im Jahre 1894 beginnen intensive Restaurierungsarbeiten, bei denen man auch bei Grabungen Überreste römischer Gebäude und außerhalb des Gebäudes mittelalterliche Grabstätten fand. Um das Dauerproblem des in die Kuppel eindringenden Regenwassers zu lösen, beauftragt man den Architekten Luigi del Moro damit, das Dach abzudichten. Hierbei ersetzte man die vorspringenden Rippen am Dach durch einen flächigen Abschluss ohne Unterbrechungen. Das Opificio delle Pietre Dure wurde damit beauftragt, die Kuppel und die Apsis zu renovieren. Hierfür wurden die Mosaiksteine in einer neuen Technik herausgenommen und wieder eingesetzt. Hierbei stellte man die Mosaike auch dort wieder her, wo sie nach alten Zerstörungen nur durch eine Bemalung ersetzt waren. Castellucci ersetzte hierbei, wie schon erwähnt, den Barockaltar. Den ursprünglichen Plan, auch das alte Taufbecken wiederherzustellen, ließ man jedoch fallen.

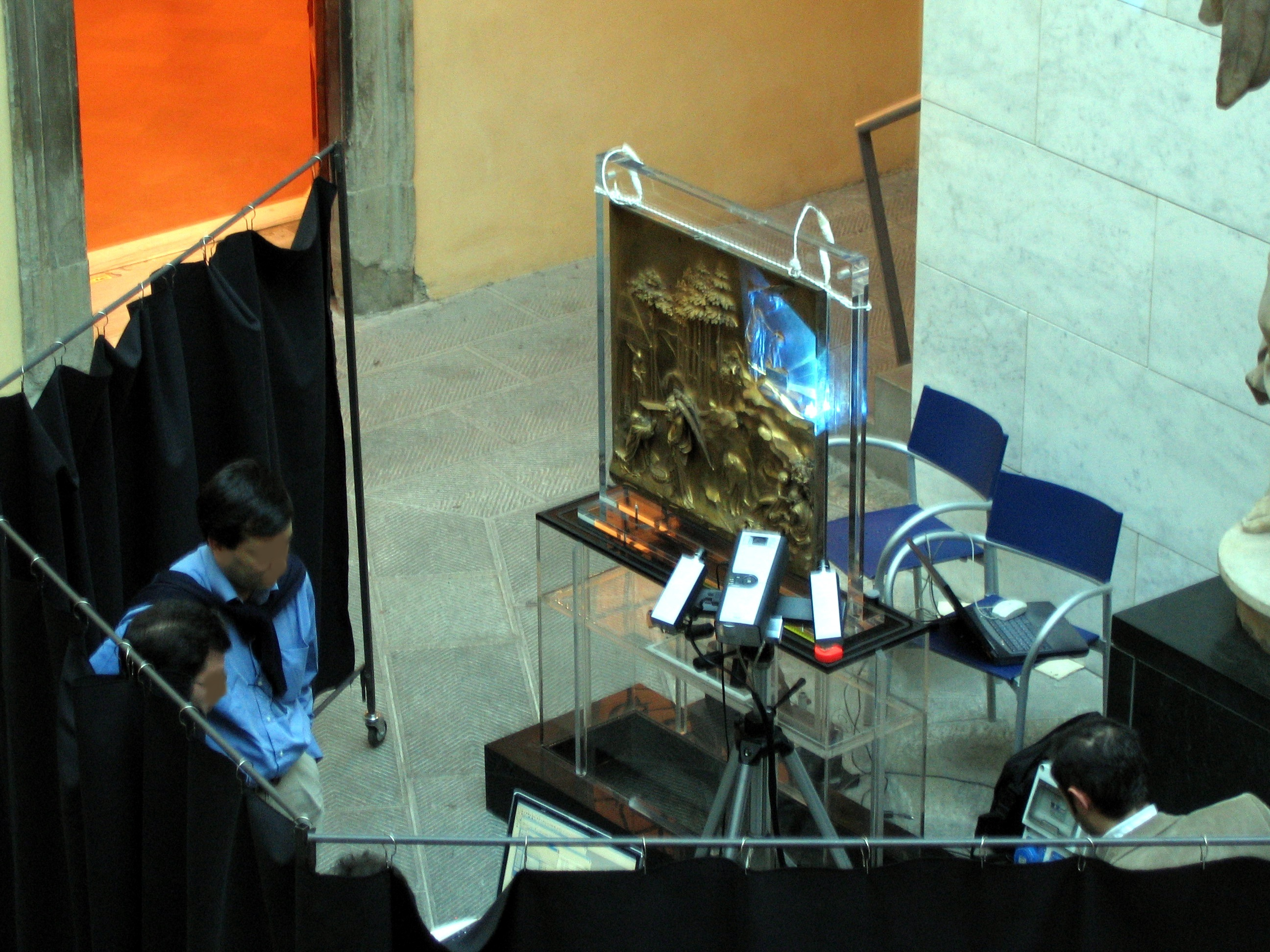
Wissenschaftler untersuchen eine Tafel der Paradiespforte im Museo dell’Opera del Duomo

In der zweiten Hälfte des 20. Jahrhunderts versuchte man vor allem das Äußere zu erhalten, das durch aggressive Umwelteinflüsse bedroht war. Hierbei wurden auch die Statuen über dem Ostportal ins Dommuseum verlagert. Mit der Restaurierung der Paradiespforte begann man nach der Überschwemmung von Florenz 1966, bei der einige Reliefs aus dem Rahmen gerissen wurden. Durch unsachgemäße Säuberung und schädliche Umwelteinflüsse wurde ein Korrosionsprozess ausgelöst, der zu einer Korrosion zwischen der Bronze und der Goldschicht geführt hat.
Im Frühjahr 1990 konnte man schließlich das Paradiesportal durch eine Kopie ersetzen, die durch die Finanzierung der japanischen Firma Sun Motoyama ermöglicht wurde. Den Guss hatten toskanische Gießereien übernommen, während die Vergoldung in Paris durchgeführt wurde. Die Verantwortung für die Herstellung der Kopie und die Restaurierung des Originals lag wiederum in den Händen des Opificio delle Pietre Dure, die in den Folgejahren die Restaurierung zu Ende führten und die nun im Museo dell’Opera del Duomo ausgestellte Tür vervollständigten. Die Oxide, die sich im Original gebildet hatten, hätten die Vergoldung langfristig zerstört, sodass man das gesamte Portal in einer mit Stickstoff gefüllten Vitrine im Dommuseum aufbewahrt. In einem weiteren Projekt werden momentan die Schadstoffeinflüsse gemessen, denen das Nordportal von Ghiberti und das Südportal von Pisano ausgesetzt sind.

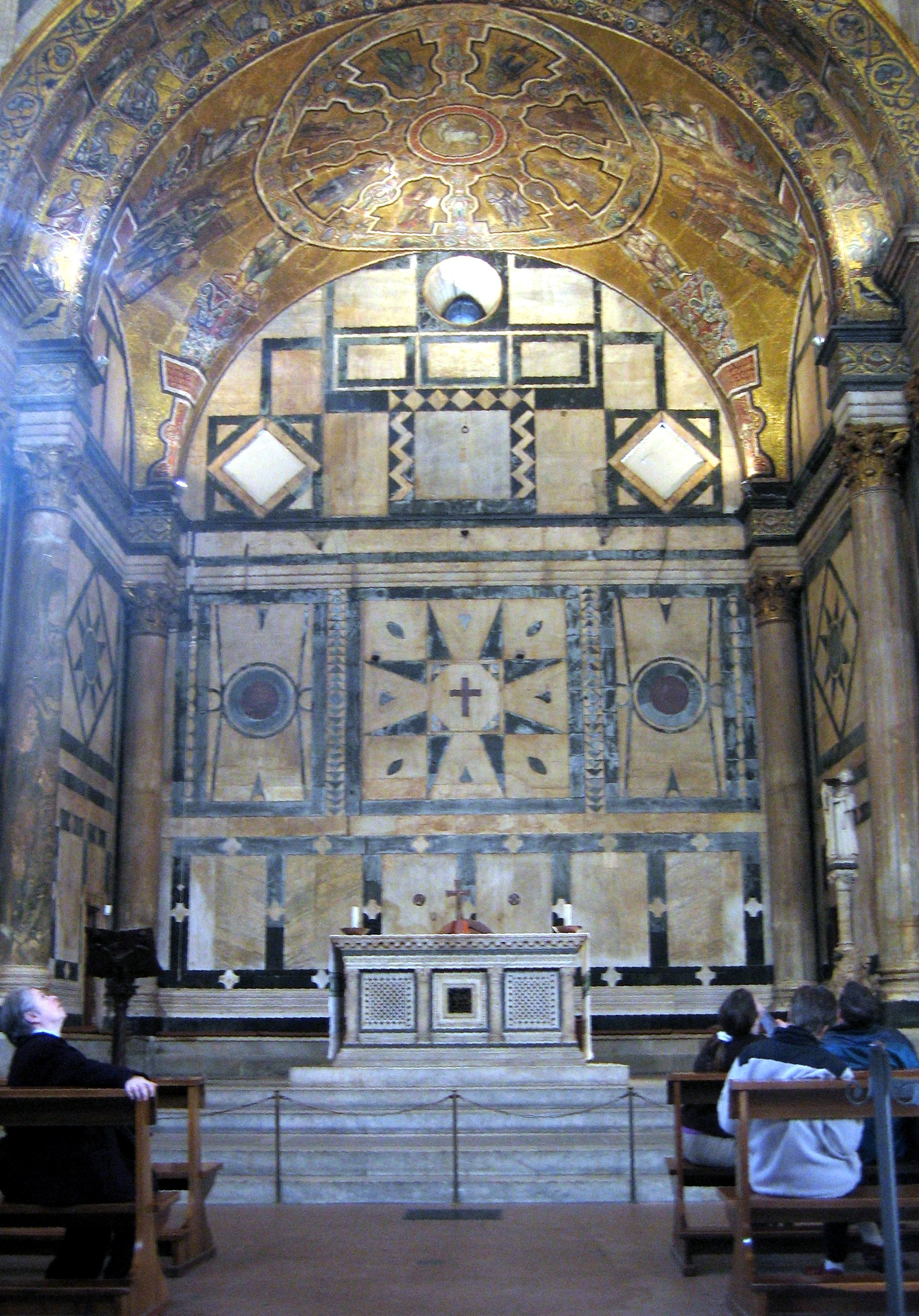
Apsis im Baptisterium. In der Mitte ist der Altar zu sehen und rechts der fast drei Meter hohe Osterleuchter.

## Religiöse und soziale Bedeutung
Die Kirche war von zentraler Bedeutung für das religiöse Leben der Stadt, sie war lange Zeit Bischofskirche und bis ins 19. Jahrhundert wurden alle gebürtigen Florentiner hier getauft. Das Gebäude ist dem Heiligen Johannes (San Giovanni), dem Patron der Stadt gewidmet, dem eine große Volksverehrung zukam. Die oktogonale Form des Gebäudes ist ein Symbol für den achten Tag, dem Tag Christi, als Symbol für die Hoffnung auf die Auferstehung. Durch die Laterne fiel das Licht direkt auf das Taufbecken und sollte somit die „Erleuchtung“ durch die christliche Weihe greifbar machen. Der Ort ist nicht nur Ort der Taufe, sondern auch des Todes, umgab das Baptisterium doch zwischen dem 6. und dem 14. Jahrhundert ein Friedhof.Ref?
Neben der Taufe und dem Tod war San Giovanni auch ein Ort des öffentlichen Rituals: Zu Ehren des Schutzpatrons wurde seit dem Jahre 1084 jährlich ein Fest gefeiert. Die Stadt wurde geschmückt, der Klerus versammelte sich zur feierlichen Prozession auf dem Platz zwischen Baptisterium und Dom und dem Stadtheiligen San Giovanni wurden Wachskerzen als Gabe gebracht. Diese Feste, die bis ins 15. Jahrhundert immer weltlicher wurden und von Maskenwagen mit allegorischen Darstellungen, wie sie beim Karneval üblich waren, begleitet wurden, schaffte der Bußprediger Girolamo Savonarola vorübergehend ab. Zu Zeiten des Großherzogtums war das Fest dann vor allem eine Prunkveranstaltung der weltlichen Herrscher. Es wird heute immer noch gefeiert und hat wieder einen eher religiösen Charakter. Das Baptisterium wird immer noch für Gottesdienste genutzt, ist aber auch gegen Eintritt für Touristen zugänglich.

## Die Marstempellegende

### Ursprünge

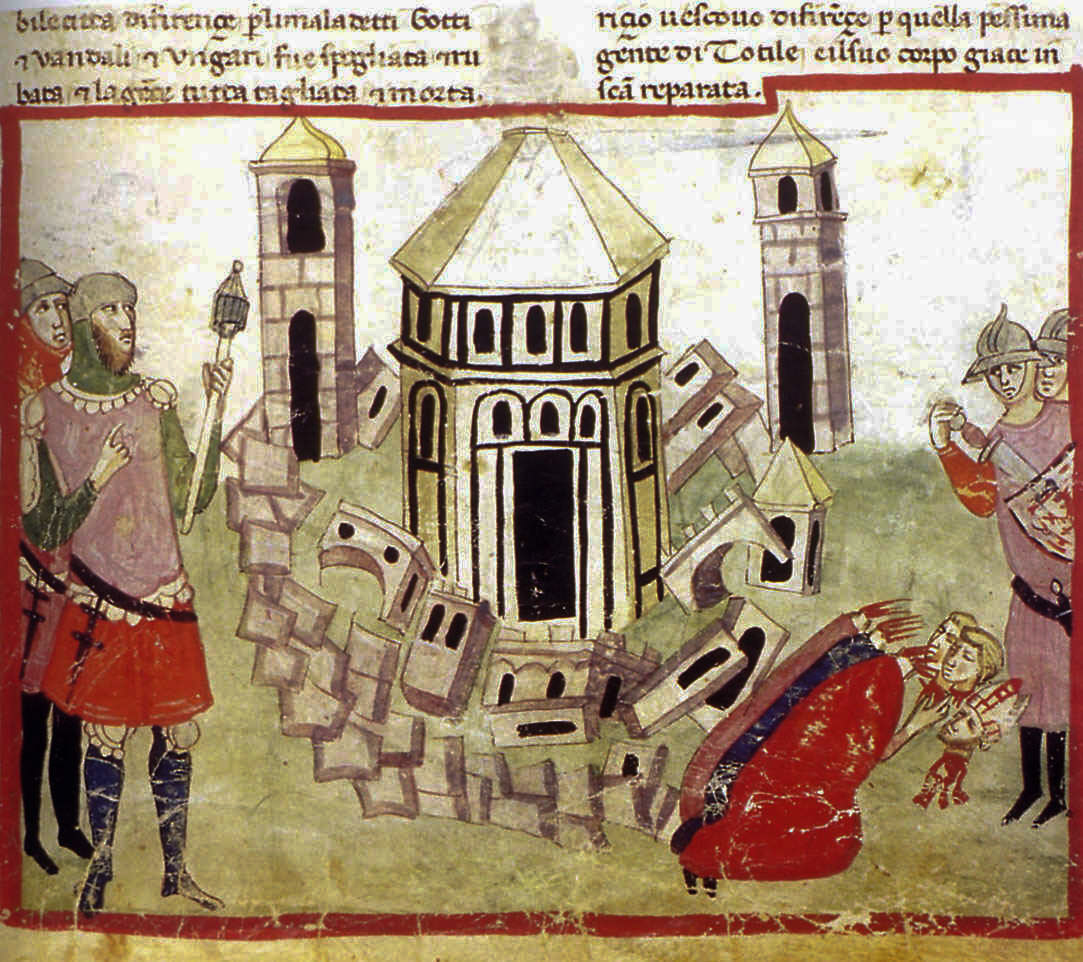
Totila reißt die Mauer von Florenz nieder; nur das Baptisterium bleibt erhalten (Darstellung in Giovanni Villani Cronica)

Die Marstempellegende besagt, dass das Baptisterium aus einem dem römischen Kriegsgott Mars geweihten Tempel der römischen Kaiserzeit hervorgegangen sei. Diese Legende geht wohl auf den Chronisten und Magistralbeamten Giovanni Villani zurück, der sie im frühen 14. Jahrhundert formulierte. Seiner Ansicht nach hatten die Florentiner Siedler einige Jahre nach Gründung der Stadt unter Mithilfe römischer Bauleute einen Marstempel errichtet. Dieses Bauwerk charakterisierte Villani als achteckiges Gebäude, mit geöffnetem Dach ähnlich dem Pantheon, das um die Gestalt einer Reiterstatue des Mars gebaut wurde. Bis heute wird in Reiseführern, aber auch von Forschern (Jacob, Busigniani) der italienische Dichter Dante Alighieri als ursprünglicher Urheber oder erster Autor der Marstempelthese bezeichnet. Dabei verweist Dante lediglich, vermittelt über die Äußerungen eines Selbstmörders, den er in Begleitung von Vergil (in der göttlichen Komödie) in der Hölle trifft, auf eine Reiterstatue an einer Arnobrücke in Florenz, die dem Kriegsgott Mars geweiht ist. Mars war tatsächlich einst der Schutzpatron der Stadt. Villani greift diese Legende der Marsstatue auf und entwickelt in Anspielung auf Dante, in dessen Werk der Begriff Marstempel jedoch kein einziges Mal erwähnt wird, die Marstempelthese. Das eigentliche Ziel Villanis war es, mit dieser Legende Florenz zum legitimen Erbe Roms zu erklären und seiner aufstrebenden Heimatstadt ein Denkmal zu setzen. Erst durch den Kommentar des Schriftstellers und Dichters Giovanni Boccaccio zu Dantes „göttlicher Komödie“ wird die ursprüngliche Erwähnung der Marstempelthese vollends fälschlicherweise Dante zugeschrieben. Die Marstempelthese wird zur florentiner Staatsdoktrin und auch vom Kanzler von Florenz Leonardo Bruni und dem medicitreuen Intellektuellen Angelo Poliziano vertreten. Erst im 17. Jahrhundert wird sie zunehmend hinterfragt.

### Rekonstruktionen des Marstempels

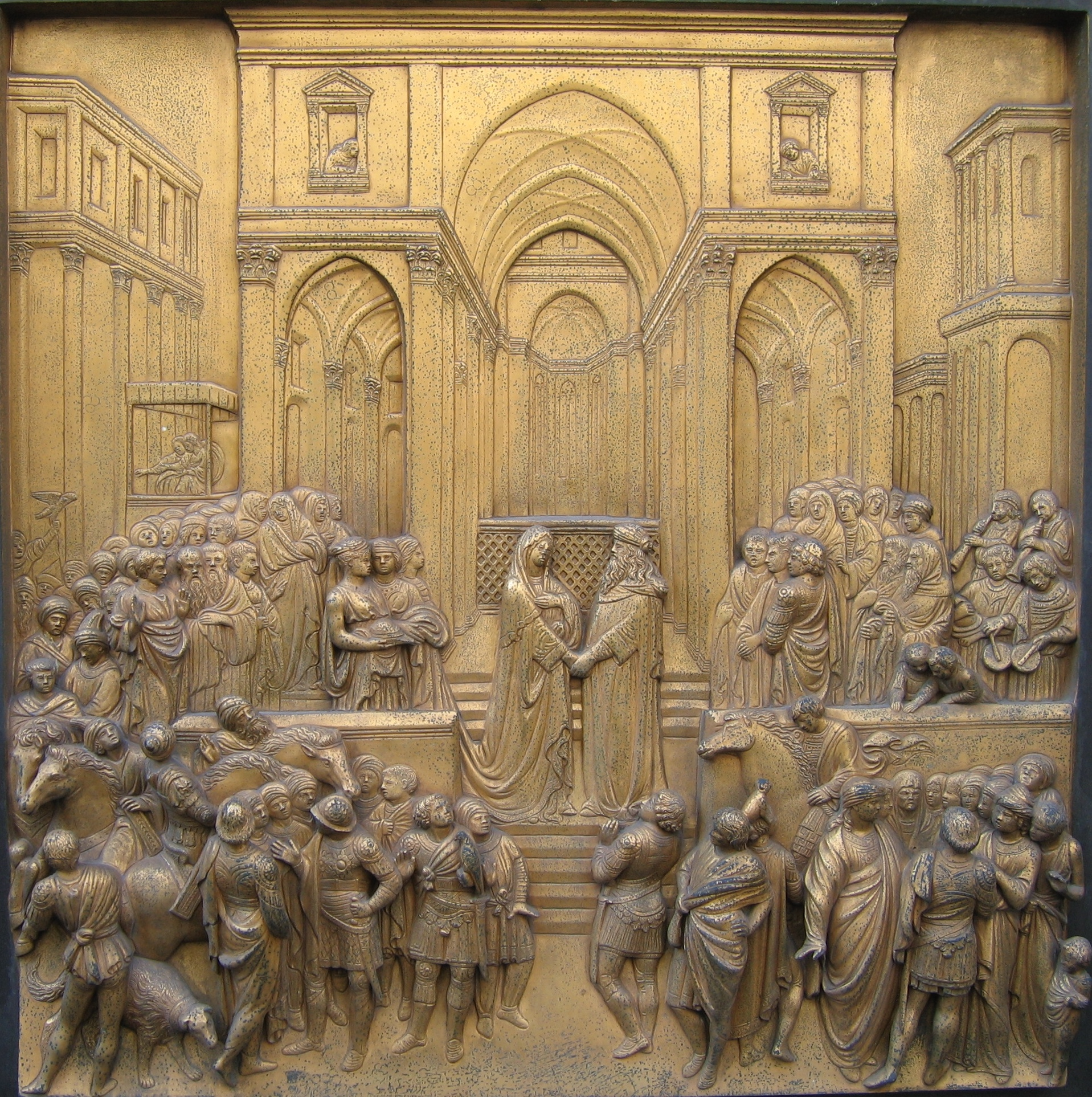
Salomon trifft die Königin von Saba. Relief auf der Kopie der Paradiespforte am Baptisterium San Giovanni.

Unter den Medici, die ihre eigene noble römische Herkunft belegen wollten, wird die Marstempellegende zum quasioffiziellen Gründungsmythos der Stadt. Die Herrscher der Stadt, die damals in Konkurrenz zu den anderen italienischen Fürstentümern, vor allem zu Rom standen, versuchen sich durch den Verweis auf den antiken Ursprung politisches Gewicht zu verschaffen. Cosimo I. beauftragt Giorgio Vasari mit der bildlichen Darstellung der „Marstempelthese“ im Palazzo Vecchio, Vincenzo Borghini sollte die These historisch belegen. In den 1584 publizierten Discorsi legt allerdings auch Borghini eine visuelle Rekonstruktion vor. Vasari malt im Rahmen des Bildes Fondazione di Florentia (1563), das die Decke der Sala dei 500 im Palazzo Vecchio schmückt, seine Vorstellung des ursprünglichen Marstempels. Sein Marstempel ist eine einstöckige, hoch aufragende, offene Säulenarchitektur, die auf einem Sockel mit einem zweistufigen Stylobat steht. Zwar bleibt die oktogonale Grundform erhalten, das Gebäude ist aber nicht dreigeschossig, wie das spätere Baptisterium, sondern eingeschossig. Neben der achteckigen Form übernahm Vasari vom Baptisterium einzig und allein die Streifeninkrustation der Kantenpfeiler, welche jedoch, Vasaris Viten (1550) zufolge, ein Merkmal mittelalterlicher Architektur Arnolfo di Cambios sind und demzufolge nicht zur Intention des Bildes passen, die Marstempelthese zu bestärken. Erst 1568, in einer neu verfassten Vita des Arnolfo di Cambio, geht Vasari davon aus, dass die Streifeninkrustination schon vorher vorhanden war und nur der Sandstein durch besseren Marmor ersetzt worden sei. Es bleibt bis heute unklar, ob Vasari bei seiner Marstempelrekonstruktion tatsächlich von der verbreiteten Marstempelthese ausging, die besagte, dass das Baptisterium ein mit Umbauten erhaltener Marstempel aus römischer Zeit war. Die Widersprüche, in die sich Vasari bei der Rekonstruktion verstrickt, sind dem Kunstgeschichtler Gerhard Strähle zufolge entstanden, weil Vasari zwar mit der Rekonstruktion beauftragt wurde, aber „bei den gründlichen Antikenkenntnissen, die er besaß, das Florentiner Baptisterium niemals für ein antikes Bauwerk gehalten hat.“

## Gestaltung
Die Größe des Bauwerkes ist erstaunlich, misst man sie an der geringen Bevölkerungszahl im Florenz des 11. Jahrhunderts. Die Höhe des Pantheons wird nur um 1/5 unterschritten; in der Raumweite werden immerhin 2/3 des römischen Vorbildes erreicht. Praktische Erfordernisse können die Dimensionen nicht erklären. Es handelt sich vielmehr um „Architektur als Bedeutungsträger“: um einen Repräsentationsbau, mit dem im Zeitalter des Investiturstreites (1077: Gang nach Canossa) die herausgehobene Stellung von Florenz als einem Vorposten der päpstlichen Richtung dokumentiert werden sollte. Das Baptisterium ist ein oktogonaler Zentralbau mit einer westlich angebauten rechteckigen Apsis (Scarsella). Das Zeltdach wird von einer Laterne abgeschlossen. Das Gebäude ist zweischalig verkleidet, von außen mit drei Geschossen, von denen jedoch nur die ersten beiden der Innenwand entsprechen. An das zweite, mit einer Galerie ausgestattete, Geschoss schließt innen die spitzbogig verlaufende Kuppel an. Die Fassade wie die Innenwand des Gebäudes wurde mit weißem Marmor aus der Lunigiana und grünem Marmor aus Prato geometrisch gestaltet. Dieser, für Florenz und die Toskana typische Inkrustationsstil knüpft unmittelbar an die Antike an.? & Ref Die geometrischen Motive sind nach altrömischem Vorbild gestaltet. Die unteren Pilaster tragen ein Gebälk, die oberen polygonalen Säulen sind durch Rundbögen abgeschlossen. In ihnen befindet sich je ein kleines Fenster, das mittlere mit Rundbogen, die beiden äußeren mit einem Dreiecksgiebel bekrönt.

### Innenraum
Der Innenraum des Battistero liegt etwas tiefer als die Straße, daher steigt man zuerst einige Stufen hinab und betritt einen mit geometrischen Mosaiken ausgekleideten Fußboden, in dessen Zentrum noch ein leerer Platz den Standort des 1557 entfernten, mächtigen Taufbeckens markiert. Wie die Fassade ist auch der Innenraum durch Marmorinkrustationen geschmückt. Vor diesen wurden in zwei Geschossen Säulen, Pilaster und (vor der Empore) Bögen platziert, sie gliedern den Innenraum und lösen die Flächen der Wände plastisch auf. Wie der Gesamtbau ist auch der Innenraum das Resultat einer jahrhundertelangen Bemühung. Besonders auffällig ist das sich an der Wand unmittelbar rechts des Altars befindende Grabmal des Gegenpapstes Johannes XXIII., der ein großes Legat zur weiteren Ausschmückung des Battistero hinterließ und so diesen prominenten Bestattungsort erhielt. Das Grabmal ist prachtvoll von Donatello und Michelozzo in Marmor und vergoldeter Bronze gearbeitet worden und ist als Baldachingrabmal ausgeführt, das erste seiner Art in der Renaissance. Auf einem Sockel stehen drei allegorische Figuren für Glaube, Liebe und Hoffnung in Nischen mit Muschel zwischen Pilastern und Gebälk. Auf dem hervorkragenden Sarkophag des Verstorbenen findet sich, getragen von zwei Löwen, dessen Skulptur im Ornat auf dem Totenbett, darüber in einer halbrunden Muschel eine Madonna mit Kind, überkrönt von einem in Stein gehauenen Stoffdach.
An der Wand rechts neben der Apsis steht der Sarkophag Bischof Ranieris (gest. 12. Juli 1113), zwischen Apsis und Südportal auch zwei antike römische Sarkophage, die später zu Grabstätten für Guccio de Medici (1298) und Bischof Giovanni da Velletri (1230) wurden, wofür man sie jeweils mit einem neuen Deckel ergänzte. Zwischen den beiden Sarkophagen steht eine Marmorstatue Johannes des Täufers von Giuseppe Piamontini (1664–1742), die Cosimo III. de’ Medici der Taufkirche schenkte. Rechts neben dem wiederaufgebauten? Altar steht ein Osterleuchter, der wohl 1320 von Giovanni di Giacomo geschaffen wurde.

### Kuppel

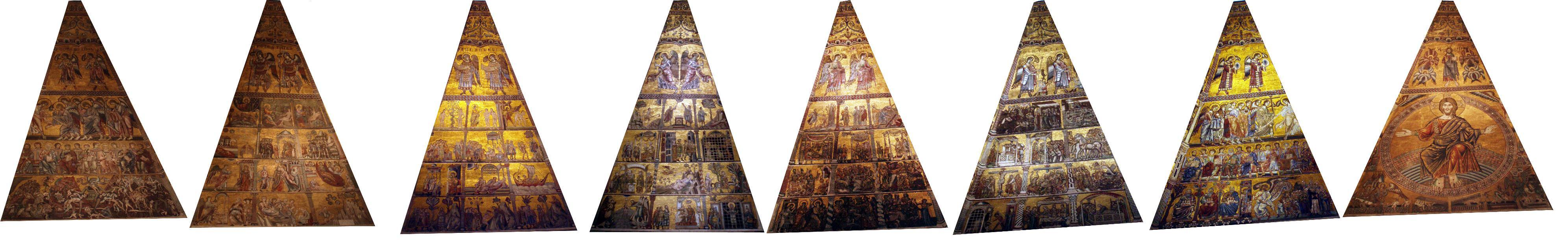
Zusammengesetztes Bild aller acht Seiten der Kuppel, gegen den Uhrzeigersinn.

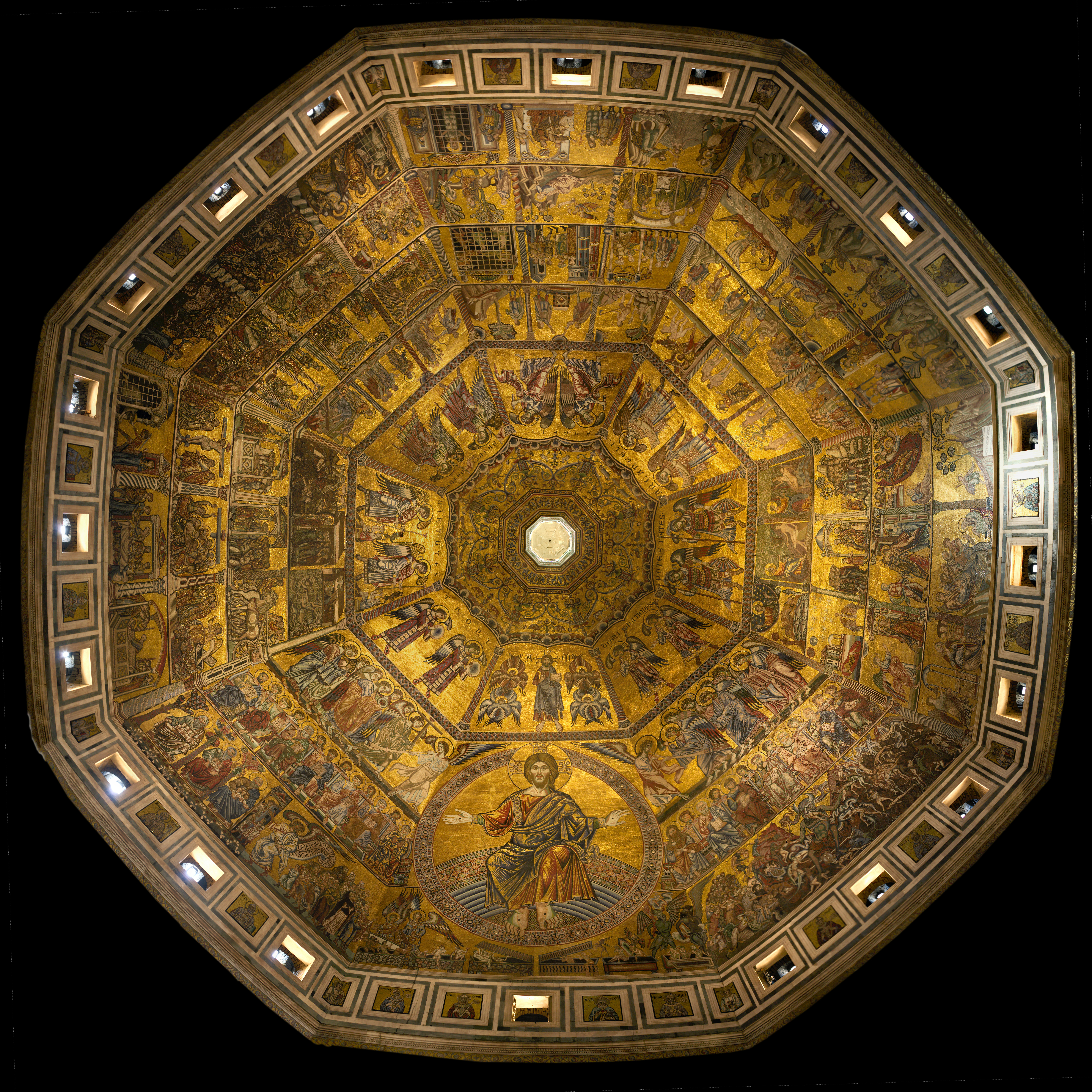
Vollständige Ansicht des Mosaiks

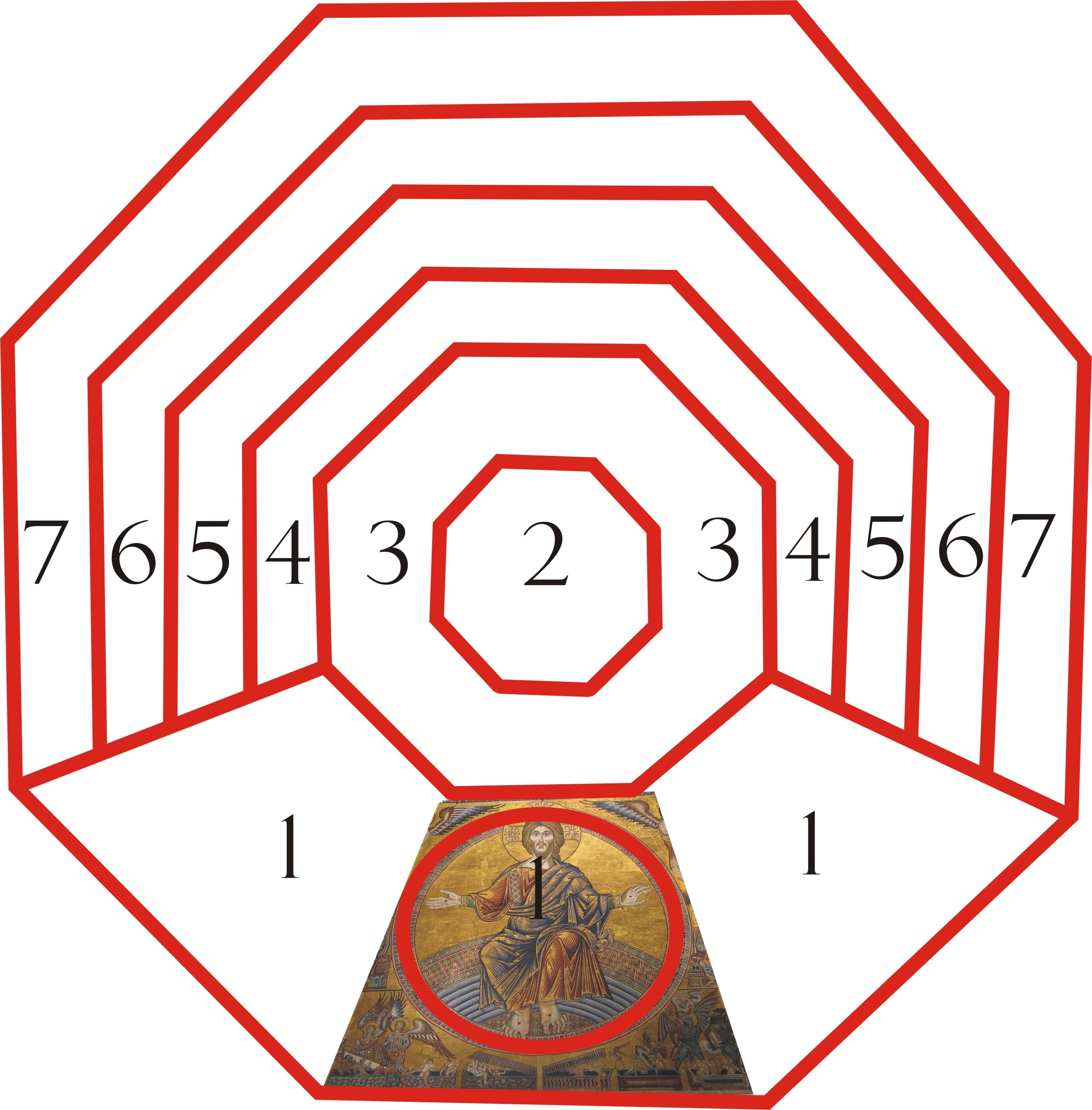
1: Das Jüngste Gericht 2: Verzierter Bereich um die Laterne 3: Engelschöre und der Schöpfer 4: Geschichten aus der Genesis 5: Das Leben Josephs 6: Das Leben Jesu 7: Das Leben Johannes des Täufers

Die Kuppel wurde ab 1225 mit 26 m Durchmessern in acht Ringen von so berühmten Künstlern wie Giotto oder Cimabue mit einem der weltweit größten Mosaikzyklen ausgestaltet; nach 50 Jahren erst wurde dieses von einer gewaltigen Christusfigur beherrschte Mosaik fertig gestellt. Das Rundbild wurde zwischen 1260 und 1275 erarbeitet und hat einen Durchmesser von acht Metern. Christus wird als Richter dargestellt, der zu seiner Rechten die Erwählten hat, und mit seiner linken Hand die Verdammten unter den Toten, die unter ihm aus ihren Särgen steigen, ins Höllenreich weist. In der Hölle ist ein furchterregender Teufel zu sehen, dem Schlangen aus den Ohren kriechen und der Menschen frisst. Seine Gestaltung wird Coppo di Marcovaldo zugeschrieben. Rechts unten in der Hölle hängt Judas noch an seinem Galgen. Im inneren Bereich der Kuppel sind die himmlischen Heerscharen zu sehen, darum werden in vier Streifen gegen den Uhrzeigersinn biblische Geschichten erzählt: innen Szenen aus der Genesis; dann Szenen aus dem Leben Josephs, des Hebräers; Szenen aus dem Leben Jesu werden in der zweitäußersten Reihe erzählt; ganz außen die Geschichte Johannes des Täufers. Kunsthistoriker vermuten, dass viele Mosaikmeister aus Venedig, Pisa und Lucca kamen und die Gestaltung mit ihrem regionalen Stil beeinflussten, der auch byzantinische Elemente enthielt.

### Skulpturen
Die drei Skulpturengruppen mit je drei Figuren befinden sich jeweils außen am Baptisterium über den Portalen zwischen den zwei mittleren Säulen und unter den Fenstern des zweiten Geschosses.

Das Südportal 1: Verkündigung des Engels an Zacharias 2: Zacharias wird Stumm 3: Mariä Heimsuchung 4: Die Geburt Johannes des Täufers 5: Zacharias schreibt den Namen 6: Der Johannesknabe in der Wüste 7: Johannes predigt den Pharisäern 8: Verkündung des Messias 9: Taufe der Jünger 10: Taufe Christi 11: Johannes ermahnt Herodes 12: Johannes im Gefängnis 13: Die Jünger besuchen Johannes im Gefängnis 14: Die Jünger Johannes wohnen den Wundern Christi bei 15: Tanz der Salomé 16:Enthauptung Johannes des Täufers 17: Das Haupt Johannes wird Herodes gebracht 18: Salome bringt das Haupt ihrer Mutter Herodias 19: Der heilige Johannes wird zu Grabe getragen 20: Die Grablegung Johannes A: Hoffnung B: Glaube C: Barmherzigkeit D: Demut E: Stärke F: Mäßigung G: Gerechtigkeit H: Klugheit

#### Die Taufe Christi (Ostseite)
Die Skulpturengruppe knüpft mit der Taufe Christi thematisch an die Skulpturengruppe an, die Tino di Caimaino für das Südportal geschaffen hatte, die für die neuen Skulpturen entfernt wurde. Sansovino wollte die Szene ursprünglich auf den Heiland und den Täufer konzentrieren, Danti ergänzte jedoch die Figuren um den Engel, der zur klassischen Ikonografischen Tradition gehört. Christus wendet sich leicht Johannes zu, dessen Körper nach vorne gedreht bleibt, während er seinen Kopf zu Christus gedreht hat. Der Engel steht dabei leicht zu Christus gebeugt.

#### Die Predigt Johannes des Täufers (Nordseite)
Die drei bronzenen Figuren über dem Nordportal sind von Francesco Rustici gestaltet. Sie zeigen Johannes, der zu dem Leviten und dem Pharisäer neben ihm spricht. Auf dem Sockel der Figuren ist auf Hebräisch der Dialog zu lesen, den sie führen: Der bärtige Pharisäer links fragt, „Was wirst du mir sagen?“, der kahlköpfige Levit will wissen: „Wer bist du, Elias?“. Johannes der Täufer spricht: „Eine Stimme in der Wüste ruft: bereitet den Weg.“ Allerdings sprechen die Figuren auch ohne den Text für sich. Selbstsicher und fordernd unterbreitet Johannes den Figuren rechts und links von ihm seine Botschaft.

#### Die Enthauptung Johannes des Täufers (Südseite)
Die Skulpturengruppe über dem Südportal wurde von Vincenzo Danti in Bronze ausgeführt, der zur gleichen Zeit auch Andrea Sansovinos Werk fortführte. Die dramatische Darstellung zeigt den Johannes den Täufer kniend, der den Schwerthieb des Henkers rechts neben ihm erwartet. Salomé links neben ihm beugt sich ängstlich zurück und hebt abwehrend die Hand.

### Bronzeportale
Berühmt sind außerdem die drei vergoldeten Bronzetüren. Sie entstanden innerhalb eines Zeitraumes von rund 120 Jahren. Die erste Türe (1330) wurde von Andrea Pisano gearbeitet und orientiert sich noch rein an der Gotik, während sich zwischen der zweiten und der dritten Türe, die beide von Ghiberti stammen, der Wechsel zur Frührenaissance vollzieht: 1. Tür 1403–1424, 2. Tür („Paradiespforte“) 1425–1452.
Die schon in der Antike benutzte Bronze hatte im Mittelalter keine Bedeutung. Marmor und andere Steinsorten wurden für Skulpturen verwandt. In der beginnenden Renaissance wurde die Bronze in Florenz wiederentdeckt und verbreitete sich in ganz Italien. Bald galt sie als das edle Material par excellence und wurde bei allen Werken verwendet, die den Ehrgeiz hatten, sich mit der Antike zu messen. Die Künstler selbst fertigten dabei nur die Wachsmodelle an, die die Basis der späteren Kunstwerke bildeten. Der Guss der Bronzetüren erfolgte durch darauf spezialisierte Werkstätten und Gießereien.

#### Das Südportal (Andrea Pisano)
In goldener Inschrift steht oben am Portal in Latein geschrieben, „ANDREAS:UGOLINI:NINNI:DE:PISIS:ME:FECIT:A:D:M:CCC:XXX“, das heißt: „Andrea di Ugolini di Nino aus Pisa schuf mich im Jahr 1330“. So signierte Pisano stolz im Wachsmodell für den Bronzeguss das Türgerüst. Die aufwendige Ausführung des Bronzegusses der Portalflügel führten Spezialisten aus Venedig durch. Das kleinteilige Bildprogramm wurde von Pisano und seiner Werkstatt selbst geleistet.

Das Nordportal 1: Verkündigung 2: Geburt Christi 3: Anbetung durch die hl. drei Könige 4: Christus im Tempel bei den Schriftgelehrten 5: Taufe Christi 6: Versuchung 7: Vertreibung der Händler aus dem Tempel 8: Jesus wandelt auf dem Wasser und rettet Petrus 9: Transfiguration 10: Auferweckung des Lazarus 11: Einzug in Jerusalem 12: Das letzte Abendmahl 13: Gethsemane 14: Gefangennahme Jesu 15: Geißelung 16: Christus vor Pilatus 17: der Kalvarienberg 18: Kreuzigung 19: Auferstehung 20: Pfingstwunder A: Hl. Johannes Evangelist B: Hl. Matthäus C: Hl. Lukas D: Hl. Markus E: Hl. Ambrosius F: Hl. Hieronymus G: Hl. Gregorius H: Hl. Augustinus

Auf den Türflügeln befinden sich je 14 Rechtecke (50 × 43 cm innerhalb der Rahmen). Jeder Rahmen umfasst einen Vierpass, in dem sich je ein teilvergoldetes Bronzerelief einfügt. Die die Reliefrahmen umlaufenden Leisten sind alternierend mit einfachen Rosetten und Diamantformen verziert, die Ecken werden durch 48 individuelle vergoldete Löwenköpfe besetzt.
Die zwanzig oberen Szenen erzählen aus dem Leben Johannes des Täufers. Sie sind inhaltlich zweigeteilt, die Reliefs des linken Flügels erzählen die Geschichte des Predigers, rechts sieht man Szenen seines Martyriums. Die Erzählung erfolgt zunächst auf dem linken Türflügel von links oben nach rechts unten, von der Verkündung (seiner Geburt) an seinen Vater Zacharias bis zur Taufe Christi; dann auf dem rechten in gleicher Leserichtung von der Begegnung mit Herodes bis zu seiner Grablegung. In den unteren acht Feldern befinden sich allegorische Darstellungen der göttlichen Tugenden, neben den vier Kardinaltugenden (Stärke, Mäßigung, Gerechtigkeit, Klugheit) die drei theologischen Tugenden (Hoffnung, Glaube, Barmherzigkeit). Aus Gründen der Symmetrie musste ein achtes Feld gestaltet werden. So wurden noch die Demut hinzugefügt, die auch als Leitmotiv des Lebens Johannes des Täufers gesehen werden kann.
Neben dem Pisaner Giovanni Pisano zählt vor allem der italienische Maler Giotto di Bondone und die französische Bildhauerkunst zu Andrea Pisanos Einflüssen.

#### Das Nordportal (Lorenzo Ghiberti)
Vorgabe des von Ghiberti gewonnenen Wettbewerbs für die Auftragsvergabe war es, sich an die Struktur der Tür Andrea Pisanos zu halten. Die Türflügel und Rahmen wurden aus einem Stück in Bronze mit Patina gegossen, die Reliefs wurden mit Quecksilber vergoldet und später eingelassen. Das Portal enthält zwanzig Episoden aus dem neuen Testament, die unteren acht Vierpässe zeigen, analog zur Struktur von Pisanos Tor, Kirchenväter und Evangelisten. Ursprünglich waren für das Tor Szenen aus dem Alten Testament geplant, man entschied sich jedoch, inhaltlich an das Leben Johannes des Täufers, des „Vorläufers des Herrn“ anzuschließen und das Leben Jesu zu erzählen. Die Szenen haben eine andere Leserichtung als auf Pisanos Portal, und zwar ab der dritten Reihe von unten (also über den Kirchenvätern und Evangelisten) von links nach rechts über beide Türflügel und von unten nach oben. Anstelle der Löwenköpfe hat Ghiberti Propheten, Prophetinnen und Sibyllen gesetzt, die die Hoffnung auf die Ankunft des Herrn darstellen. Ein Kopf sticht durch seine „moderne“ Bekleidung etwas hervor: Am linken Türflügel ist mittig, der dritte Kopf von unten, ein Mann mit Kopftuch zu sehen. Hier handelt es sich wohl um ein Selbstporträt Ghibertis, wie auch an der Paradiespforte. Auch Ghiberti hat sein Werk signiert mit der Inschrift „OPUS LAURENTII FLORENTINI“. Das Portal ist durch elegantes Blätterwerk umrahmt. Zwar waren „Figuren, Bäume und ähnliche Maßarbeiten“ Ghiberti persönlich vorbehalten, doch arbeiteten in der Werkstatt auch andere Künstler wie Donatello, Michelozzo, Masolini und Paolo Uccello, für die die Arbeit am Portal eine wichtige Lernzeit darstellte. Kunsthistoriker sehen schon im ersten Portal einen Reifungsprozess in den Arbeiten Ghibertis, bei dem er von gotisch geprägten Tafeln, wie der Verkündigung und der Geburt Christi zu perspektivisch anspruchsvolleren Tafeln wie die Gefangennahme Christi und die Geißelung übergeht, die schon der Frührenaissance zugerechnet werden können. Die Türflügel des Nordportals mit den neutestamentlichen Szenen befanden sich ursprünglich an der Ostseite des Baptisteriums. Erst danach wurde die Tür für die Nordseite in Auftrag gegeben und diesmal mit alttestamentlichen Szenen. Ghiberti verzichtete aber diesmal auf die Vierpassrahmen und beschränkte die Zahl der Reliefs auf zehn Quadrate. Die überwältigende Schönheit dieser Tür veranlasste die Calimala, die neue Tür mit den alttestamentlichen Reliefs wegen ihrer Schönheit im Ostportal aufzurichten und die Osttür mit den neutestamentlichen Szenen ins nördliche Portal einzusetzen.

#### Das Ostportal (Die Paradiespforte) (Lorenzo Ghiberti)

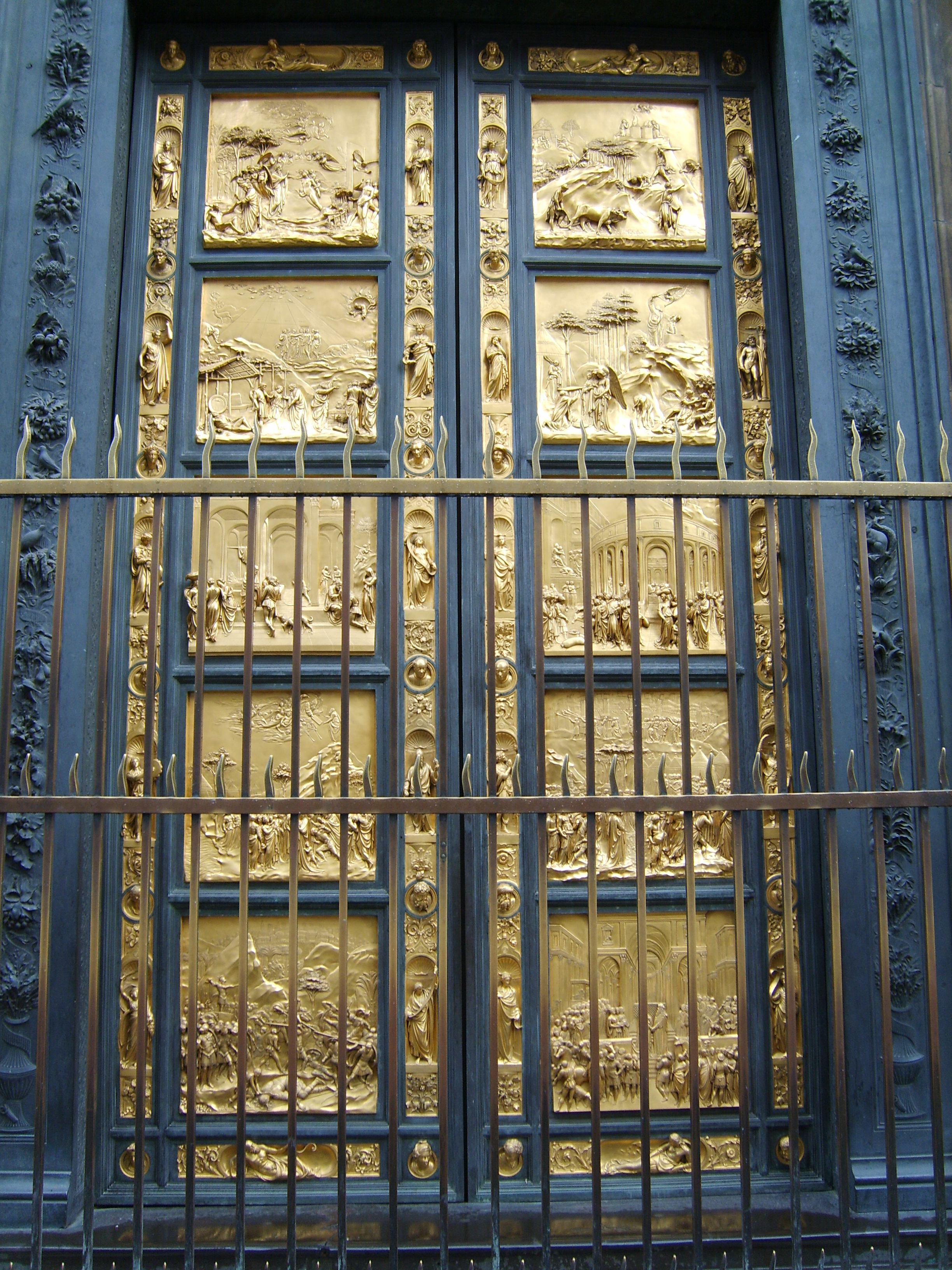
Paradiespforte (Porta del Paradiso)

Das Ostportal (Paradiespforte) 1: Adam und Eva 2: Kain und Abel 3: Noah 4: Abraham und Isaak 5: Jakob und Esau 6: Joseph und Benjamin 7: Moses 8: Josua 9: David 10: Begegnung Salomons und der Königin von Saba

Die Wollhändlerzunft, die mit der Arbeit Ghibertis sehr zufrieden war, beauftragte ihn 1425 mit der Schaffung eines weiteren Portals. Der ursprüngliche Plan, das Tor mit der gleichen Struktur wie die beiden anderen zu konstruieren, wurde erst verworfen, als die Arbeiten schon begonnen hatten, davon zeugt die Rückseite, die noch in 28 Quadrate unterteilt ist. Es war wohl Ghiberti, der, dem Geschmack der Renaissance entsprechend, die zehn großflächigen Quadrate den kleinen gotischen Vierpassrahmen vorzog. Inhaltlich wählte man biblische Episoden aus dem Alten Testament, wie man sie schon einmal für Ghibertis erstes Portal geplant hatte.
Man gewährte Ghiberti, dem man die Aufgabe eines weiteren Portals ohne einen neuen Wettbewerb anvertraute, große künstlerische Freiheiten, ein Ausdruck des aufkommenden Humanismus, der dem Künstler eine zentrale Bedeutung zukommen ließ. In diesem Akt der Emanzipation des Handwerksmeisters gegenüber den Intentionen des Auftraggebers, der hier erstmals zur vollen Geltung gelangte, war eingetreten, was als »Wendepunkt in der Sozialgeschichte der europäischen Kunst« bezeichnet wird.
Die ersten drei Tafeln beschäftigen sich mit der Rolle Gottes als Erretter der Juden. Außerdem führte Ghiberti auch die Opferung Isaaks aus, die er für den Wettbewerb schon einmal gestaltet hatte. Isaak überträgt in der nächsten Tafel das Erstgeburtsrecht von Esau auf Jakob. Des Weiteren werden Szenen aus dem Leben Joseph, Moses, Josua und David erzählt. Die zehnte Tafel gilt auch als politische Aussage zu einem zeitgenössischen Ereignis: Das Konzil von Florenz strebte im Jahre 1439 unter Eugen IV. die Vereinigung der römischen und der Ostkirche an, symbolisch herbeigesehnt in der Begegnung der Königin von Saba mit Salomon. Von den Sieneser Landschaftsmalern, beispielsweise Masaccio in der Brancacci-Kapelle, übernahm er die Technik, mehrere Szenen in einem Bild darzustellen. Die Flachrelieftechnik ist ein visueller Trick, den er von Donatello übernahm, um dem Bild Tiefe zu verleihen. Hierbei erscheinen dargestellte Figuren umso flacher, je weiter entfernt der Betrachter steht. Die Friesverkleidung für das Paradiestor mit seinen Girlanden, die mittig durch den Adler, das Symbol der Wollhändler gekrönt wird, wurden von Ghiberti und seinem Sohn Vittorio vollendet. Der greise Ghiberti bekam nach Vollendung des Paradiestores auch den Auftrag, das Tor Andrea Pisanos mit einem Fries zu verkleiden, um ein einheitliches Erscheinungsbild zu schaffen. Tatsächlich wurde das Fries von seinem Sohn bis 1466 ausgeführt.

## Architektonische Einordnung
Das Baptisterium wird heute oft der sog. Protorenaissance zugerechnet. Gemeint ist hierbei eine Stilrichtung, bei der künstlerische Anleihen aus der Antike schon zwischen dem 11. und 13. Jahrhundert gemacht wurden, die der Renaissance quasi vorauseilen. Das Bauwerk hat klar einen klassisch-antiken Aufbau, modifiziert jedoch diese Elemente beispielsweise durch die Inkrustation der Fassade. Allerdings ist das Gesamtwerk nicht einer Epoche zuzurechnen, allein schon die Portale spiegeln eine künstlerische Entwicklung wider, die verschiedene Stilepochen umfasst. Neben der romanisch geprägten Fassade und dem gotischen Tor Pisanos sind auch byzantinische Einflüsse erkennbar sowie die Renaissancekunst in Ghibertis Paradiespforte. Selbst ein barocker Altar zierte das Bauwerk, der allerdings später wieder entfernt wurde. Insgesamt wirkt das Bauwerk stimmig, trotz der langen Entstehungszeit und obwohl sich alle Hauptströmungen der Florentiner Kunst und Generationen von Künstlern in ihm widerspiegeln.